# Abudok
Abudok est l'unique femme qui a exercé la charge royale sur le peuple Shilluk, une ethnie africaine du Soudan du Sud fondée par le demi-dieu Nyikang. La reine Abudok est la fille aînée du roi Bwoc et a exercé son pouvoir entre 1660 et 1670 (ces dates sont approximatives faute de sources écrites).

## Règne
Abudok est la fille aînée du roi Bwoc. Dès sa tendre jeunesse, son caractère est marqué par un profond sens de l'observation, par une grande sagesse et un courage sans limite. Elle est l'enfant préférée de son père et a très vite été élevée au rang de chef de village comme le permet la coutume locale pour toutes filles de roi. Le roi Bwoc engendra très tardivement un garçon qu'il prénomma Tokot. Mais Abudoc décida de passer outre cette naissance masculine et força le destin en se faisant introniser après la mort de son père. La reine Abudok, dit-on, nia l'existence de Tokot en le déguisant en fillette et en le présentant comme tel au grands dignitaires du royaume.
Malgré sa grande compétence, la reine Abudok a fait face à des difficultés et à des révoltes engendrées par la misogynie d'une fraction du peuple Shilluk.